# Kregme Station
Kregme Station er en dansk jernbanestation i Kregme.